# Proščal'naja gastrol' 'Artista'
Proščal'naja gastrol' 'Artista' (Прощальная гастроль «Артиста») è un film del 1979 diretto da Aleksandr Michajlovič Fajncimmer.

## Trama
Un criminale esperto ha rapinato una gioielleria ed è finito in prigione, dove aveva intenzione di rapinare un collezionista di contanti. Decide di scappare e di portare a termine il piano.